# Ulltistelsläktet
Ulltistelsläktet (Onopordum) är ett släkte i familjen korgblommiga växter, med mellan 25 och 60 arter som är vildväxande i Eurasien.

## Bildgalleri

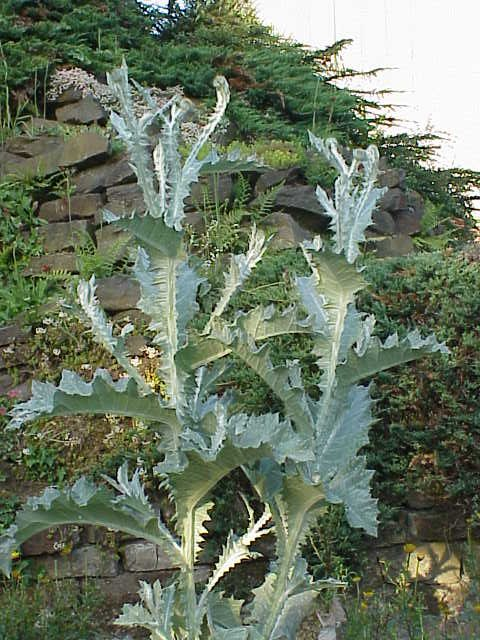
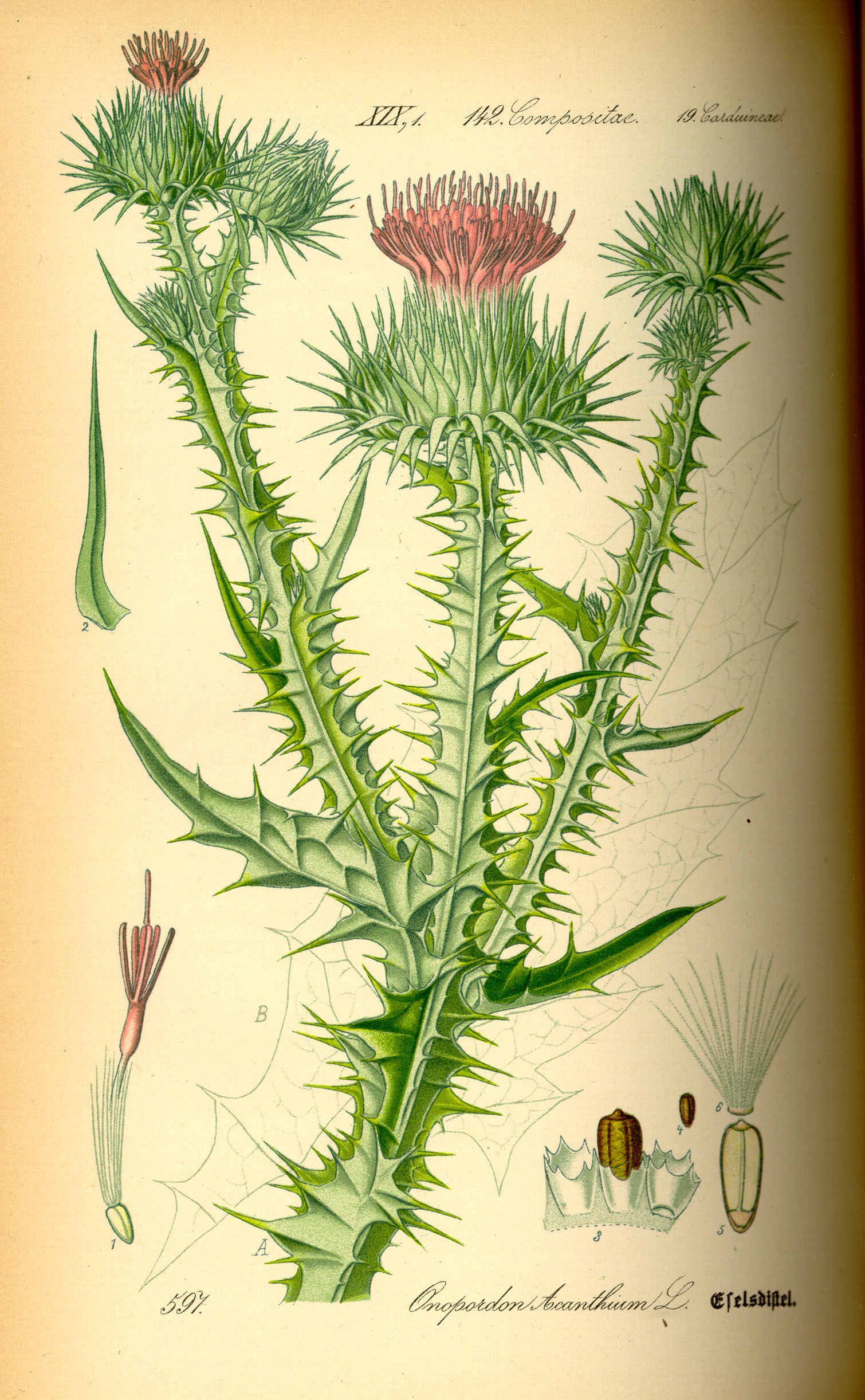

## Dottertaxa till Ulltistelsläktet, i alfabetisk ordning[1]
- Onopordum acanthium
- Onopordum acaulon
- Onopordum alexandrinum
- Onopordum algeriense
- Onopordum ambiguum
- Onopordum anatolicum
- Onopordum arenarium
- Onopordum armenum
- Onopordum blancheanum
- Onopordum boissierianum
- Onopordum bracteatum
- Onopordum canum
- Onopordum carduchorum
- Onopordum carduelium
- Onopordum carduiforme
- Onopordum carmanicum
- Onopordum caulescens
- Onopordum cinereum
- Onopordum corymbosum
- Onopordum cynarocephalum
- Onopordum cyrenaicum
- Onopordum dissectum
- Onopordum dyris
- Onopordum elongatum
- Onopordum eriocephalum
- Onopordum espinae
- Onopordum heteracanthum
- Onopordum horridum
- Onopordum illyricum
- Onopordum leptolepis
- Onopordum macracanthum
- Onopordum macranthum
- Onopordum macrocanthum
- Onopordum macrocephalum
- Onopordum mesatlanticum
- Onopordum micropterum
- Onopordum minor
- Onopordum myriacanthum
- Onopordum nervosum
- Onopordum parnassicum
- Onopordum platylepis
- Onopordum polycephalum
- Onopordum prjachinii
- Onopordum seravschanicum
- Onopordum sibthorpianum
- Onopordum tauricum
- Onopordum turcicum
- Onopordum wallianum